# Lengnau, Aargau
Lengnau (schweizertyska: Längnau) är en ort och kommun i distriktet Zurzach i kantonen Aargau, Schweiz. Kommunen har 2 929 invånare (2023).
I kommunen finns även byn Vogelsang.